# Majiri
Majiri ist ein Verwaltungsbezirk (englisch Ward) des Distrikts Manyoni in der tansanischen Region Singida.

## Geografie
Majiri ist ein Bezirk im nördlichen Zentralteil von Tansania, er liegt rund 40 Kilometer Luftlinie südöstlich der Distrikthauptstadt Manyoni am westlichen Ufer des Sulunga-Sees. Bei der Volkszählung 2022 lebten 17.599 Menschen in 3851 Haushalten auf einer Fläche von 445 Quadratkilometern.
Der Bezirk grenzt an sieben Bezirke des Distrikts Manyoni:
| Sasajila | Chikuyu                                     |       |
| Chikola  | Kompassrose, die auf Nachbargemeinden zeigt | Mvumi |
| Heka     | Nkonko                                      | Sanza |

## Gliederung
Der Bezirk besteht aus vier Gemeinden (swahili Mtaa) mit 15 Orten (Kitongoji):
| Majiri - Isuhula - Ikombo - Huzi - Ilola | Kinangali - Mwegamile - Ilani - Misheni - Kisamamba - Mshindi Kempu | Mpandagani - Mpandagani - Mafyolwa - Idawi | Mahaka - Kisarusaru - Ilandaa - Kitunja |

## Infrastruktur
- Bildung: Die Kinangali Secondary School ist eine staatliche weiterführende Tagesschule mit einer Ausbildung bis zur 4. Stufe.[7]
- Gesundheit: In jeder der vier Gemeinden Majiri,[8] Kinangali,[9] Mpandagani[10] und Mahaka[11] gibt es eine staatliche Apotheke.